# Ісаків
Іса́ків — село в Україні, у Олешанській сільській громаді Івано-Франківського району Івано-Франківської області. До 2020 центр сільської ради. Населення становить 875 осіб (станом на 2001 рік). Село розташоване на сході Івано-Франківського району

## Географія

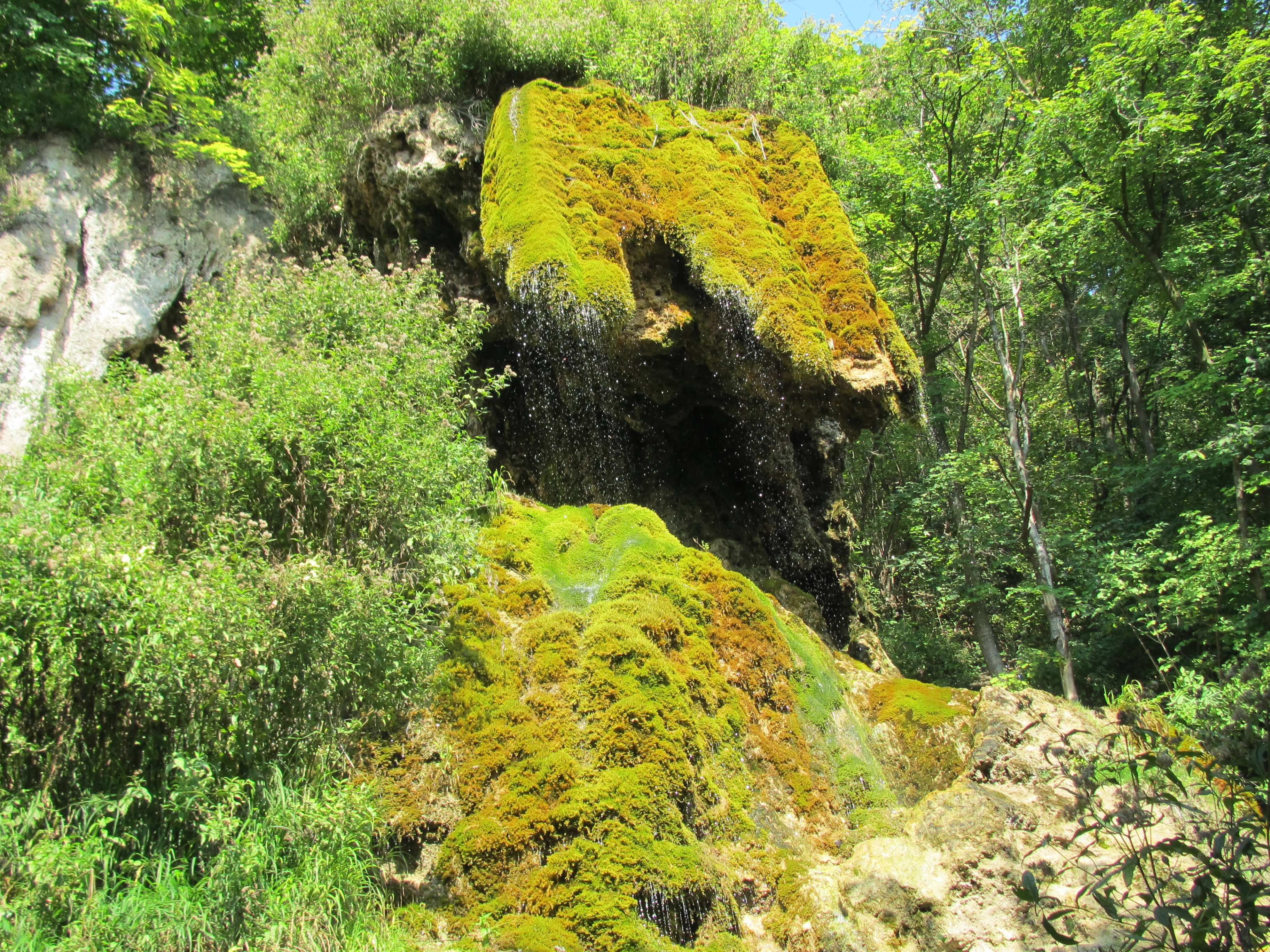
Водоспад Дівочі Сльози

Село Ісаків лежить за 12,6 км на схід від м. Тлумач, фізична відстань до Києва — 403,7 км. На околиці села був травертиновий водоспад Дівочі сльози.

## Історія
В околицях села більше 30 городищ та поселень трипільської культури, голіградської культури фракійського гальштату, ранньої залізної доби, черняхівської культури, Київської Русі,.
Першу письмову згадку про село датовано 1437 роком. Ісаків позначений на Спеціальній карті Г.-Л. де Боплана (1638–1645 рр.). В описі фон Вердума (70-ті рр. 17 ст.) Ісаків значиться як мале містечко, заселене самою шляхтою, яку, проте, від простих людей (chlopow) не можна відрізнити.[джерело?]
Вперше церква в Ісакові згадується на початку XVIII ст. В середині цього ж століття громада звела нову дерев'яну церкву. На її місці у 1886 році постала наступна церква, також з дерева. Знищена під час Першої світової війни.
У 1925 році замість неї за проєктом архітекта Олександра Лушпинського збудували існуючу сьогодні п'ятиверху дерев'яну церкву. Посвячена щойно у 1935 році.

## Населення
Станом на 1989 рік у селі проживали 820 осіб, серед них — 334 чоловіки і 486 жінок.
За даними перепису населення 2001 року у селі проживали 875 осіб. Рідною мовою назвали:
| Мова       | Кількість осіб | Відсоток |
| ---------- | -------------- | -------- |
| українська | 874            | 99,89 %  |
| російська  | 1              | 0,11 %   |

## Пам'ятки
- Дерев'яна Церква Перенесення Мощей Св. Миколая[d], збудована у 1863 році.